# Medalia „A 10-a aniversare a forțelor armate ale RMN”

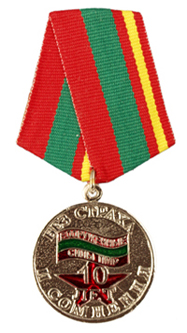
Medalia "A 10-a aniversare a forţelor armate ale RMN"

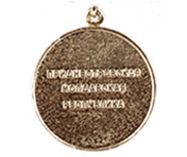
Reversul medaliei "A 10-a aniversare a forţelor armate ale RMN"

Medalia "A 10-a aniversare a forțelor armate ale RMN" (în rusă Медаль "10 лет Вооруженным Силам Приднестровской Молдавской Республики") este una dintre decorațiile jubiliare ale auto-proclamatei Republici Moldovenești Nistrene. Ea a fost înființată prin decret al președintelui RMN, Igor Smirnov, din data de 6 septembrie 2001.

## Statut
1. Medalia "A 10-a aniversare a forțelor armate ale RMN" a fost înființată pentru a aniversa 10 ani de la crearea forțelor armate ale Republicii Moldovenești Nistrene.
2. Cu Medalia "A 10-a aniversare a forțelor armate ale RMN" sunt decorați soldații forțelor armate ale Republicii Moldovenești Nistrene care își satisfac stagiul militar la data de 6 septembrie 2001, care își îndeplinesc cu cinste responsabilitățile militare și slujesc în cadrul forțelor armate ale Republicii Moldovenești Nistrene de cel puțin 5 ani. 
3. Cu Medalia jubiliară "A 10-a aniversare a forțelor armate ale RMN" pot fi decorați și cei care nu sunt militari, precum și cetățenii străini, care au avut o contribuție semnificativă în crearea, formarea și dezvoltarea forțelor armate ale Republicii Moldovenești Nistrene.
4. Medalia jubiliară "A 10-a aniversare a forțelor armate ale RMN" se poartă pe partea stângă a pieptului și este aranjată după Medalia "A 15-a aniversare a RMN".

## Descriere
Medalia "A 10-a aniversare a forțelor armate ale RMN" are formă de cerc cu diametrul de 35 mm și este confecționată dintr-un aliaj de alamă de culoare argintie. În partea de sus a aversului medaliei este reprezentat colorat steagul fluturând al Republicii Moldovenești Nistrene cu inscripția pe două linii "Вооруженные Силы Приднестровской Молдавской Республики". În partea de jos a medaliei se află o stea roșie în cinci colțuri, a cărei parte de sus intersectează steagul. Pe stea se află inscripția în două linii "10 лет". În apropiere de marginea medaliei se află dispusă în cerc inscripția "Без страха и сомнения" ("Fără frică și nesiguranță"), care a fost motto-ul forțelor armate ale Republicii Moldovenești Nistrene. Pe reversul medaliei se află inscripția în relief pe trei linii: "Приднестровская Молдавская Республика". Toate inscripțiile sunt convex, de culoare aurie. Medalia este înconjurată de o margine.
Medalia este prinsă printr-o ureche de o panglică pentagonală de mătase lucioasă, având o lățime de 24 mm. În colorarea panglicii sunt folosite culorile steagului național al Republicii Moldovenești Nistrene: roșu-verde-roșu, cu lățimi de câte 8 mm. Banda roșie din partea dreaptă a panglicii are în mijloc o bandă galbenă subțire de 22 mm. Pe reversul panglicii se află o agrafă pentru prinderea decorației de haine.

## Persoane decorate
- Anatoli Kaminski - deputat, vicepreședintele Sovietului Suprem al RMN